# Trościanka (rejon kołomyjski)
Trościanka (ukr. Тростянка) – wieś na Ukrainie, w obwodzie iwanofrankiwskim, w rejonie kołomyjskim, nad Prutem.
Dawniej przysiółek Pererowa.